# Тузлубіно
Тузлу́біно (рос. Тузлубино, башк. Тоҙлоуба) — присілок у складі Балтачевського району Башкортостану, Росія. Входить до складу Кунтугушевської сільської ради.
Населення — 245 осіб (2010; 235 у 2002).
Національний склад:
- марійці — 72 %